# Sávio Moreira de Oliveira
Sávio Moreira de Oliveira (São Mateus, 10 april 2004) – alias Sávio of Savinho – is een Braziliaans voetballer die bij voorkeur als vleugelspeler speelt. Hij maakte in 2024 zijn debuut als international van Brazilië en de overstap van Troyes AC naar Manchester City.

## Clubcarrière
Sávio tekende op 18 juni 2020 zijn eerste profcontract bij Santos. Op 19 september 2020 vierde hij zijn competitiedebuut tegen Goianiense. In zijn debuutseizoen speelde hij achttien competitieduels.

## Clubstatistieken
| Seizoen | Club             | Land               | Competitie       | Competitie | Competitie | Beker | Beker | Supercup | Supercup | Internationaal | Internationaal | Totaal | Totaal |
| Seizoen | Club             | Land               | Competitie       | Wed.       | Dlp.       | Wed.  | Dlp.  | Wed.     | Dlp.     | Wed.           | Dlp.           | Wed.   | Dlp.   |
| ------- | ---------------- | ------------------ | ---------------- | ---------- | ---------- | ----- | ----- | -------- | -------- | -------------- | -------------- | ------ | ------ |
| 2020    | Atlético Mineiro | Vlag van Brazilië  | Série A          | 8          | 0          | 0     | 0     | —        | —        | —              | —              | 8      | 0      |
| 2021    | Atlético Mineiro | Vlag van Brazilië  | Série A          | 11         | 0          | 2     | 0     | —        | —        | 0              | 0              | 13     | 0      |
| 2022    | Atlético Mineiro | Vlag van Brazilië  | Série A          | 10         | 1          | 2     | 0     | —        | —        | 2              | 1              | 14     | 2      |
| 2022/23 | Troyes AC        | Vlag van Frankrijk | Ligue 1          | 0          | 0          | 0     | 0     | —        | —        | —              | —              | 0      | 0      |
| 2022/23 | → PSV Eindhoven  | Vlag van Nederland | Eredivisie       | 6          | 0          | 0     | 0     | 0        | 0        | 2              | 0              | 8      | 0      |
| 2022/23 | → Jong PSV       | Vlag van Nederland | Eerste divisie   | 9          | 2          | —     | —     | —        | —        | —              | —              | 9      | 2      |
| 2023/24 | → Girona FC      | Vlag van Spanje    | Primera División | 37         | 9          | 4     | 2     | —        | —        | —              | —              | 41     | 11     |
| 2024/25 | Manchester City  | Vlag van Engeland  | Premier League   | 0          | 0          | 0     | 0     | 1        | 0        | 0              | 0              | 1      | 0      |
| Totaal  | Totaal           | Totaal             | Totaal           | 81         | 12         | 8     | 2     | 1        | 0        | 4              | 1              | 94     | 15     |